# Petřvald (Nový Jičín)
Petřvald es una localidad del distrito de Nový Jičín, en la región de Moravia-Silesia, República Checa. Tiene una población estimada, a principios del año 2021, de 1795 habitantes. 
Se encuentra ubicada en el centro-sur de la región, a poca distancia del curso alto del río Óder, y cerca de la frontera con las regiones de Olomouc y Zlín.